# Le Toutounier
Le Toutounier est un roman de Colette, paru en 1939 chez Ferenczi & fils. Il fait suite à Duo paru en 1934 chez le même éditeur.

## Résumé
Après la mort de Michel, son mari, Alice trouve refuge auprès de ses sœurs à Paris. Elle refuse de penser que Michel s'est suicidé parce qu'elle l'avait trompé, et préfère croire à la thèse de l'accident. L'assurance-vie du défunt l'ayant dégagée de tout souci matériel, elle hésite sur la suite à donner à sa vie.
Très attachée à ses sœurs, elle va passer beaucoup de temps avec elles dans le modeste appartement familial, échangeant souvenirs et confidences sur le « toutounier » : un vaste canapé hors d'âge qu'elles ont toujours connu et sur lequel elles dormaient enfants.
L'aînée, Colombe, vit chichement de sa passion pour la musique, et est amoureuse d'un de ses collègues. La cadette, Hermine, est mannequin, et attend que son amant marié accepte de quitter sa femme.
Au terme de diverses péripéties, Alice devra également faire le deuil de la complicité chaleureuse de ses sœurs : elles vont chacune partir au bras d'un homme, la laissant seule. Pas avant, toutefois, d'avoir dormi ensemble une dernière fois sur le toutounier.

## Thème
Dans ce roman, Colette décrit l'intimité de femmes ayant vécu une enfance pauvre, habituées à se battre au quotidien pour vivre et aimer, parfois dures entre elles, mais profondément solidaires les unes des autres.